# Église Notre-Dame de Tilly
Pour les articles homonymes, voir Église Notre-Dame et Notre-Dame.
L'église Notre-Dame de Tilly est une église catholique française. Elle est située sur le territoire de la commune de Tilly, dans le département de l'Indre, en région Centre-Val de Loire.

## Situation
L'église se trouve dans la commune de Tilly, au sud-ouest du département de l'Indre, en région Centre-Val de Loire. Elle est située dans la région naturelle du Boischaut Sud. L'église dépend de l'archidiocèse de Bourges, du doyenné du Val de Creuse et de la paroisse de Saint-Benoît-du-Sault.

## Histoire
L'église fut construite entre le XIIe siècle et le XVe siècle. L'édifice est inscrit au titre des monuments historiques, le 30 mars 2010.